# Lake Unknown Falls
Die Lake Unknown Falls sind ein Wasserfall in den Südalpen auf der Südinsel Neuseelands. Im Mount-Aspiring-Nationalpark stürzt er westlich des Mount Earnslaw vom Überlauf des Lake Unknown, einem Karsee zwischen Mount Nox, Mount Chaos und dem Minos Peak, über mehrere bis zu 150 m hohe Fallstufen in das Tal des Dart River/Te Awa Whakatipu. Seine Gesamtfallhöhe beträgt 680 m.
Besichtigt wird der Wasserfall zumeist im Rahmen von Jetboottouren auf dem Dart River, die bei Veranstaltern in Glenorchy und in Queenstown angeboten werden.